# 马家砭镇
马家砭镇，是中华人民共和国陕西省延安市子长市下辖的一个乡镇级行政单位。

## 行政区划
马家砭镇下辖以下地区：
马家砭村、中庄村、界石堡村、赵家崖堤村、苗家沟村、郭家河村、强家新庄村、刘家坪村、老庄焉村、水园子村、泥塌沟村、任家寺村、韩家砭村、赵家焉村、蒿岔峪村、任家园子村、强家沟村、阳湾村、西沟岔村、寨子岸村、任家河村、井湾村、阳岔村、李家畔村、焦家河村、马家东山村、白家河村、宜家畔村、陈家沟村、景家河村、西沟村、东沟村、东沟掌村、北沟村、景家崖村和蔡家沟村。